# William E. Dannemeyer
William Edwin Dannemeyer (ur. 22 września 1929 w Long Beach, zm. 9 lipca 2019 w Thousand Palms) – amerykański polityk, członek Partii Demokratycznej, a od 1968 Partii Republikańskiej.

## Działalność polityczna
Od 1963 do 1966 i ponownie od 1977 zasiadał w Zgromadzeniu Stanowym Kalifornii. Następnie od 3 stycznia 1979 do 3 stycznia 1993 był przez siedem kadencji przedstawicielem 39. okręgu wyborczego w stanie Kalifornia w Izbie Reprezentantów Stanów Zjednoczonych.
Był religijnym konserwatystą i znany był z kontrowersyjnych wypowiedzi na kwestie osób LGBT i chorych na AIDS.